# Deep Insanity
Deep Insanity ist ein japanisches Medienprojekt, bestehend aus einem Manga, einem Anime und einem Computerspiel. Es startete 2020 mit dem Manga, auf den 2021 Fernsehserie und Spiel aufbauen. Der Manga erscheint auch auf Deutsch.

## Inhalt
Die Welt wurde von einer mysteriösen Krankheit befallen, die plötzliches Koma auslöst, dem Randolph-Syndrom. Zugleich wurde am Südpol eine riesige unterirdische Welt entdeckt, die „Asylum“ genannt wird und wohl der Ursprung der Krankheit ist. Hier leben seltsame Kreaturen, die Scarreds, anders als alles auf der Oberfläche. Auch unbekannte Naturschätze verbergen sich hier. Um diese zu finden, auszubeuten, die Krankheit zu heilen und reich zu werden, zieht es viele Glücksritter zu Asylum.
Der Manga erzählt, neun Jahre nach der Entdeckung von Asylum und dem Aufkommen der Krankheit, von dem Jungen Serge Sol, der eine besondere Widerstandskraft gegen das Randolph-Syndrom hat. So überlebte er den Ausbruch der Krankheit in seinem Dorf, als er noch ein kleines Kind war. Auf ein Lazarettschiff in Sicherheit gebracht, studierte er Psycho-Linguistik. Nun arbeitete er mit dem Mädchen Suiren, das aus dem Koma erwacht ist und deren Erinnerungen er zu entschlüsseln versucht, die scheinbar Scarreds zeigen. Dann verwandeln sich eines Tages mehrere Menschen auf dem Schiff in Scarreds und versuchen, Suiren zu entführen. Eine Truppe um Hildegard Olympiada Yamada rettet sie. Gemeinsam mit ihr will Serge zum Asylum vordringen und die Rätsel aufklären, was vor ihnen noch keiner geschafft hat. Der Anime spielt danach und dreht sich um Daniel Kai Shigure, der am Rand von Asylum die Stellung hält. Im Spiel wiederum geht es um Woo Inominetas, einzigen Überlebenden eines Massakers in einer medizinischen Anstalt. In dieser waren viele der von der Krankheit befallenen, im Koma befindlichen Patienten untergebracht.

## Manga
Der Manga wurde geschrieben von Makoto Fukami und Norimitsu Kaihō, die Zeichnungen stammen von Etorōji Shiono. Die Serie erschien in Japan von Januar 2020 bis März 2023 im Magazin Big Gangan bei Square Enix. Der Verlag brachte die Kapitel auch gesammelt in sechs Bänden heraus. Eine deutsche Fassung, übersetzt von Antje Bockel, wurde von April 2023 bis April 2024 vollständig von Crunchyroll veröffentlicht.

## Anime
Die Anime-Fernsehserie mit 12 Folgen entstand bei Studio Silver Link unter der Regie von Shin Oonuma. Hauptautor war Kento Shimoyama. Das Charakterdesign entwarf Kazuyuki Yamayoshi und die künstlerische Leitung lag bei Yūki Araki. Für den Ton war Fumiyuki Go verantwortlich, für die Kameraführung Satoshi Yamamoto.
Die Serie wurde erstmals im Juni 2021 mit dem Titel Deep Insanity: The Lost Child angekündigt. Sie wurde vom 12. Oktober bis zum 28. Dezember 2021 von den Sendern Tokyo MX, MBS, BS11, TV Aichi und AT-X in Japan ausgestrahlt. International erfolgte parallel eine Veröffentlichung mit Untertiteln in mehreren Sprachen auf Streamingplattformen von Funimation Entertainment und bei Wakanim – dort später auch in deutscher Synchronfassung.

### Synchronisation
Die deutsche Synchronisation entstand unter der Regie von Martin Irnich nach Dialogbüchern von Fabian Kluckert, Martin Irnich und Nicolle Gonsior.
| Rolle                  | japanische Stimme (Seiyū) | deutsche Stimme  |
| ---------------------- | ------------------------- | ---------------- |
| Daniel Kai Shigure     | Hiro Shimono              | Tim Schwarzmaier |
| Vera Rustamova         | Ami Koshimizu             | Ronja Peters     |
| Leslie Blanc           | Kōsuke Toriumi            | Marco Rosenberg  |
| Reika Kobato           | Ruriko Noguchi            | Franziska Trunte |
| EL-Cee                 | Takako Tanaka             |                  |
| Lawrence Larry Jackson | Yūya Hirose               | Philipp Lind     |

### Musik
Die Musik der Serie stammt von den Mirai Kodai Gakudan. Der Vorspanntitel der Serie ist Inochi no Tomoshibi von Konomi Suzuki und der Abspann ist unterlegt mit dem Lied Shinjuiro no Kakumei Kashitaro Ito.

## Computerspiel
Bei Square Enix wurde ein Computerspiel zum Franchise entwickelt. Im Rollenspiel tritt der Spieler mit ausgewählten Fähigkeiten in Echtzeit-Kämpfen an. Das Thema Madoromi wurde von den Vtubern Amane Kanata und Tokoyama Towa eingesungen. Es wurde am 14. Oktober 2021 von Square Enix unter dem Titel Deep Insanity: Asylum für Android, iOS und PC veröffentlicht. Das Spiel selbst war kostenfrei. Im Spiel konnten Zusatzinhalte gekauft werden. Am 31. Oktober 2022 wurde das Spiel eingestellt.